# Psophocichla litsitsirupa
Psophocichla litsitsirupa е вид птица от семейство Turdidae, единствен представител на род Psophocichla.

## Разпространение
Видът е разпространен в Ангола, Ботсвана, Еритрея, Етиопия, Замбия, Зимбабве, Демократична република Конго, Малави, Мозамбик, Намибия, Свазиленд, Танзания и Южна Африка.